# Anna-Louise Plowman
Anna-Louise Plowman, nota anche come Anna-Louise Stephens (9 maggio 1972), è un'attrice neozelandese.

## Biografia
Dopo le scuole, si trasferisce a Londra, dove frequenta la London Academy of Music and Dramatic Art e in seguito la Lecoq School a Parigi. Nel 2001 sposa l'attore britannico Toby Stephens, dal quale nel maggio 2007 ha avuto il primo figlio, Eli Alistair Stephens, seguito nel maggio 2009 da Tallulah e da Kura nata nel settembre 2010. Assiduamente i due hanno lavorato insieme sia in teatro che in televisione.

## Filmografia parziale

### Cinema
- Favole (FairyTale: A True Story), regia di Charles Sturridge (1997)
- The Foreigner - Lo straniero (2003)
- 2 cavalieri a Londra (2003)
- 6 Bullets (2012)

### Televisione
- Cambridge Spies, regia di Tim Fywell – miniserie TV (2003)
- Stargate SG-1 – serie TV (2000–2004)
- My Life in Film – serie TV (2004)
- Doctor Who – serie TV (2005)
- Miss Marple (Agatha Christie's Marple) – serie TV, episodio 2x01 (2006)
- Holby City – serie TV (2008–2010, 2012)
- Padre Brown – serie TV (2015)
- The Eichmann Show - Il processo del secolo (The Eichmann Show), regia di Paul Andrew Williams – film TV (2015)
- The Witcher – serie TV (2019)